# Север-2 (аэросани)
«Се́вер-2» — советские аэросани, разработанные в 1959 году ОКБ Камова. Выпускались на авиационном заводе «Прогресс» (город Арсеньев, Приморский край).

## История
Установленный на лыжи кузов серийного автомобиля ГАЗ-М20 «Победа» с авиационным мотором АИ-14 мощностью 260 л. с. был превращён в быстроходный транспорт для северных районов страны в условиях зимнего бездорожья.
Средний пробег аэросаней «Север-2» составлял 12 000 — 15 000 км в год при средней скорости движения 30 — 35 км/час на почтовых трассах. Маршруты аэросаней проходили по целинному снегу и торосистому льду в мороз до 45 — 50°C; они работали вдоль Амура, обслуживая населённые пункты по берегам Лены, Оби и Печоры. Аэросанями «Север-2» выполнялись регулярные почтовые и пассажирские рейсы в районах Сибири, Дальнего Востока России и Казахстана.
Первые послевоенные сани «Север-2» представляли собой обычный кузов автомобиля «Победа», установленный на лыжи и оснащённый авиадвигателем мощностью 260 лошадиных сил. Само появление в 1959 году новых аэросаней после затянувшегося перерыва в аэросаностроении было воспринято положительно. Однако даже самые сжатые сроки не могли оправдать строительство гибрида автомобиля с санями. Создание этой машины оказалось дорогостоящим экспериментом, неудача которого была предопределена заранее. Дело в том, что сама идея использования для аэросаней кузова легкового автомобиля, сделанного из тонкого стального листа, вряд ли имеет право на жизнь. Достаточно сказать, что динамические нагрузки, которые испытывает фюзеляж аэросаней на снеголедяных трассах, в пять и более раз выше нагрузок, воспринимаемых автомобилем на дорогах. Конструкторы поняли это лишь после того, как были израсходованы  десятки тысяч рублей.
Наконец, в прессе стало появляться мнение, что машина не удалась. Вот что писала тогда по этому поводу, газета «Дальневосточный Комсомольск»: «Работники станции, которые обслуживают аэросани „Север-2“, нередко ругали авторов этих машин. На то были основания. В 1959 году один из заводов изготовил 100 машин „Север-2“. Они были разосланы в разные города страны, в том числе и в Комсомольск. Долгожданные машины себя не оправдали. Недостаточный объём кабины для почтового груза, непрочность кузова, ходовой части и многие другие недостатки подсказывали конструкторам мысль создать новые машины…»